# Gaëtan Bille
Gaëtan Bille   (Soest, 6 d'abril de 1988) és un ciclista belga, professional des del 2011. En el seu palmarès destaca la victòria al Gran Premi Pino Cerami de 2012 i el Giro del Friül-Venècia Júlia de 2015.

## Palmarès
- 2011
  - 1r al Zellik-Galmaarden
  - Vencedor d'una etapa al Roine-Alps Isera Tour
  - Vencedor d'una etapa a la Ronde de l'Oise
- 2012
  - 1r al Gran Premi Pino Cerami
- 2014
  - 1r a la Fletxa del sud i vencedor d'una etapa
  - 1r al Gran Premi de la vila de Pérenchies
- 2015
  - 1r al Giro del Friül-Venècia Júlia
  - Vencedor d'una etapa a la Fletxa del sud
  - Vencedor d'una etapa a la Volta a Portugal
- 2018
  - 1r al Tour de la Pharmacie Centrale i vencedor d'una etapa
  - Vencedor d'una etapa al Gran Premi internacional de la vila d'Alger
- 2019
  - Vencedor d'una etapa al Tour de Guadalupe

### Resultats al Giro d'Itàlia
- 2012: Abandona (17a etapa)